# Lunch no joō
Lunch no joō (ランチの女王?, Ranchi no joō, lett. "Regina del pranzo") è un dorama estivo in 12 puntate di Fuji TV, andato in onda nel 2002. È una delle prime serie televisive a cui ha partecipato Tomohisa Yamashita.

## Trama
Non esiste nulla che Natsumi ami di più al mondo del momento di mettersi a tavola; per lei il cibo è davvero la cosa più importante che esista. La cosa più eccitante per lei è passeggiare per strada col pensiero fisso rivolto a dove avrebbe pranzato quel dì.
Un giorno un uomo di nome Kennichiro riesce ad interromperla proprio nel momento in cui Natsumi sta per mangiare la sua Omurice (frittata di riso) preferita; del tutto inaspettatamente la trascina fuori dalla sala del ristorante dove lavora come cameriera e la implora di tornare a casa con lui, cosicché lui possa introdurla nella sua famiglia.
La ragazza dovrebbe fingere d'essere la sua fidanzata, in modo tale da ingannare il padre; il giovane uomo (primogenito della famiglia) le spiega che il vecchio è gravemente malato e, dopo essersi lasciati anni addietro in cattivi rapporti, l'unico modo attraverso cui le sia permesso di tornare è quello di presentargli una promessa sposa. 
Natsumi s'appresta così ad affrontare molte situazioni difficili e del tutto impreviste all'interno di casa Nabeshima: un piccolo particolare, i membri della famiglia di Kennichiro gestiscono un ristorante di cucina occidentale, il Macaroni Kitchen.
I tre fratelli di Kennichiro e i due apprendisti cuochi; anche se in un primo momento non ha tutti piacerà la novità rappresentata da questa ragazza, finiranno poi col trascorrere del tempo e conoscendola meglio per innamorarsi irrimediabilmente della bella e simpatica Natsumi: dovrà quindi uscire dall'imbarazzante situazione in cui si ritrova.

## Interpreti e personaggi
- Yūko Takeuchi è Mugita Natsumi
- Yōsuke Eguchi è Nabeshima Yujiro
- Satoshi Tsumabuki è Nabeshima Junzaburo
- Misaki Itō è Shiomi Tomato
- Tomohisa Yamashita è Nabeshima Koshiro
- Takayuki Yamada è Ushijima Minoru
- Eita Nagayama è Sakai Noboru
- Go Morita è Shuji (ex amante di Natsumi)
- Issei Takubo è Kawabata Mamoru
- Masako Umemiya è Yamashiro Hidemi
- Go Wakabayashi è Nabeshima Kenzo
- Shinichi Tsutsumi è Nabeshima Kenichiro
- Atsumi Hiraguri è Tsuruno Yoshie
- Masato Obara è Kameda Tsuyoshi
- Atsuko Morita è Ida Noriko
- Hiroko Sudo è Kuriyama Miki
- Emi Suzuki è Yumi
- Satomi Ishii è Nanae
- Maiko Takaki è Aya
- Kaori Yamaguchi è Shizuka
- Kayo Takaki è Yuko
- Haruku Shinozaki è Eri

### Star ospiti
- Toshoya Sakai (ep. 1)
- Ren Ōsugi (ep. 1, 12)
- Kenta Kiritani - Maggie (ep. 3,8)
- Yōichirō Seto (ep. 3)
- Morooka Moro (ep. 3, 4)
- Yuina Inoue (ep. 3, 4)
- Koki Okada (ep. 3, 10)
- Daizo Miyata (ep. 3)
- Tamotsu Ishibashi (ep. 5)
- Kosuke Toyohara (ep. 5-7)
- Teruko Hanahara - Negi-ba (ep. 5,8)
- Hiroto Nakajima (ep. 6)
- Ryohei Hirota (ep. 6)
- Yusuke Kubota (ep. 6)
- Hiromitsu Kamada (ep. 6)
- Ken Ishiguro (ep. 7)
- Yusuke Kamiji (ep. 7)
- Masayuki Ito (ep. 9)
- Eiji Fujino (ep. 10)
- Koichi Ueda (ep. 10-11)
- Eriko Satō - Kirishima Nagisa (ep. 11)
- Kana Fujii (ep. 11-12)
- Shinsho Nakamaru (ep. 12)
- Akira Otaka (ep. 12)

## Episodi
| Nº | Titolo italiano (traduzione letterale) Giapponese 「Kanji」 - Rōmaji | In onda           | In onda |
| Nº | Titolo italiano (traduzione letterale) Giapponese 「Kanji」 - Rōmaji | Giapponese        |         |
| 1  | La omelette di riso che ami 「恋するオムライス」 - Koisuru Omuraisu | 1º luglio 2002    |         |
| 2  | Servizio: il nuovo menu Summer Love! 「登場!夏の恋の新メニュー」 - Tōjō! natsu no koi no shin menyū | 8 luglio 2002     |         |
| 3  | Crema Corokke ... di lacrime 「涙の…のクリーム・コロッケ」 - Namida no? no Kurīmu. Korokke | 15 luglio 2002    |         |
| 4  | Prepara il riso con pollo correttamente 「チキンライスをキチンとね」 - Chikinraisu o kichin to ne | 22 luglio 2002    |         |
| 5  | Ancora, per favore! Riso Fluffy 「おかわり!ふっくらごはん」 - O kawari! Fukkura gohan | 29 luglio 2002    |         |
| 6  | L'ultimo pasto per bambini del padre 「親父の最後のお子様ランチ」 - Oyaji no saigo no okosama ranchi | 5 agosto 2002     |         |
| 7  | Una bistecca di hamburger! Un antico amore! 「ハンバーグ!昔の恋人!!」 - Hanbāgu! Mukashi no koibito!! | 12 agosto 2002    |         |
| 8  | Una cotoletta! Un passato pericoloso... e triste 「カツ!危険で…悲しい過去」 - Katsu! kiken de? Kanashii kako | 19 agosto 2002    |         |
| 9  | L'ex colui che è in pericolo e un rivale d'amore 「危険な元彼と恋のライバル」 - Kiken na moto kare to koi no Raibaru | 26 agosto 2002    |         |
| 10 | Sul serio? Un bacio improvviso e un amore accelerato 「マジ!?突然キスと恋の加速」 - Maji!? Totsuzen kisu to koi no kasoku | 2 settembre 2002  |         |
| 11 | Proposta alla moglie del fratello maggiore 「兄嫁にプロポーズ」 - Aniyome ni Puropōzu | 9 settembre 2002  |         |
| 12 | Il motivo per pranzare sulla Terra - Ritorna il Grande Fratello! Chi sarà il vincitore nella battaglia dell'amore? 「地球上にランチがある理由 長男帰る! 恋のバトルの勝者は?」 - Chikyū jō ni ranchi ga aru riyū chōnan kaeru! koi no batoru no shōsha wa? | 16 settembre 2002 |         |